# The Suite Life Movie
The Suite Life Movie is een dramedy sciencefictionfilm uit 2011, geregisseerd door Sean McNamara en geschreven door Michael Saltzman, met in de hoofdrollen Dylan en Cole Sprouse, Brenda Song, Debby Ryan, Matthew Timmons, John Ducey en Phill Lewis. De Disney Channel Original Movie is gebaseerd op de Disney Channel sitcoms The Suite Life of Zack & Cody en The Suite Life on Deck bedacht door Danny Kallis en Jim Geoghan. Dylan en Cole Sprouse zijn beide ook co-producenten van de film. De film ging in de Verenigde Staten op 25 maart 2011 in première op Disney Channel. In Nederland en Vlaanderen ging de film in première op 25 november op Disney XD. Op 21 december 2012 ging de film in première op Disney Channel.

## Verhaal
Na het maken van plannen om de voorjaarsvakantie door te brengen met zijn vriendin Bailey Pickett (Debby Ryan), besluit Cody Martin (Cole Sprouse) de SS Tipton, een groot cruiseschip waar hij school volgt, te verlaten om te werken als een stagiair van Dr. Donald Spaulding (John Ducey) bij een prestigieus marinebiologie-reservaat. Hij hoopt zo een beurs te verkrijgen voor Yale.
Als Cody's tweelingbroer Zack (Dylan Sprouse) de brief, waarin Cody aan Bailey vertelt waarom hij weggaat, laat wegwaaien en Cody's plan om weg te gaan vertelt aan Bailey voordat Cody dat zelf kan doen wordt Bailey razend op Cody, omdat hij zijn plannen met haar heeft afgezegd en ze weigert nog langer om met hem te praten, niet wetend dat het voor een beurs is. Ondertussen vraagt Zack aan Cody of hij Cody's auto mag hebben, die Cody van hun ouders krijgt omdat hij gaat studeren, maar Cody weigert deze te geven.
Zack, Cody, de hotel erfgename en vriendin van de tweeling London Tipton (Brenda Song) en de manager van de SS Tipton Mr. Moseby (Phill Lewis) gaan naar het marinebiologie-reservaat om te kijken. Als Zack dan per ongeluk een miljard-dollar kostende mini-onderzeeër in de zeemuur van het marinebiologie-reservaat boort in een poging om indruk te maken op een leuke assistente en Cody hem achterna gaat om hem te stoppen en ook in de zeemuur terechtkomt zijn de mini-onderzeeërs verloren. Hiervoor wordt Cody voor altijd uit het programma gezet en ontslagen. Woedend op Zack vertelt Cody hem dat hij hem haat en zweert hem nooit te vergeven. Ook beweert Cody dat ze misschien een tweeling zijn, maar zeker geen broers. Elders op het marinebiologie-instituut eet London per ongeluk een speciale vrucht die aan dolfijnen gegeven wordt. Hierdoor begrijpt zij wat de dolfijnen bedoelen.
Later komt Dr. Spaulding op de SS Tipton en zegt tegen Zack en Cody dat, hoewel Cody niet meer in aanmerking komt om ooit nog te werken als Dr. Spauldings stagiair, ze beiden ideaal zijn voor het Gemini Project, een enorm project van Dr. Ronald Olsen (Matthew Glave), die de fysieke en emotionele band van tweelingen bestudeert. Hoewel het veel moeite kost gaan de broers het toch doen. Ze belanden in een kamp aan een afgelegen meer met honderden andere tweelingen. Dr. Olsen legt hen uit dat het doel van het project is om een emotionele band te creëren tussen mensen die, hoopt hij, een einde aan het kwaad in de wereld maakt.
Hiervoor moet hij een band schepen tussen tweelingen, om te kijken of het mogelijk is. Gedurende het project, waar dezelfde vrucht als bij Dr. Spauldings experiment gebruikt wordt, vormen Zack en Cody een band: eerst fysiek, waarin ze voelen wat de ander voelt, dan een empathisch of emotionele band. Nadat ze deze banden hebben ontwikkeld luisteren ze per ongeluk een gesprek af waarin wordt onthuld dat Dr. Olsen kwade bedoelingen heeft. Ondertussen ontdekt Bailey Cody's brief en leest deze. Ze realiseert zich dat Cody alleen een beurs wilde verkrijgen voor Yale en gaat samen met London en Woody Fink (Matthew Timmons) naar hem op zoek.
Als ze bij het marinebiologie-reservaat op zoek gaan naar Cody krijgen ze te horen dat hij er niet meer is. Dan vertelt een dolfijn aan London dat Zack en Cody bij het Gemini Project van Dr. Ronald Olsen zijn. Dit vertelt ze tegen Dr. Spaulding die beweert dat de tweeling misschien in levensgevaar is. Bailey belt Mr. Moseby dat hij naar de locatie van het Gemini Project moet komen, ondertussen gaan Bailey, London, Woody en Dr. Spaulding naar de locatie van het Gemini Project om Zack en Cody te redden.
Gedurende dit moment besluiten de broers te vluchten uit het kamp. Om dit te voorkomen stuurt Dr. Olsen zijn leger van tweelingen op hen af, die hij door middel van hersencontrole bestuurt. Tijdens de vlucht worden ze gepakt door het tweelingleger en teruggebracht naar het laboratorium van Dr. Olsen. Daar worden ze vastgebonden om via de machine van het Gemini Project samengesmolten te worden. Op dat moment komen Bailey, London, Woody en Dr. Spaulding in het laboratorium van Dr. Olsen aan. Dan onthult Dr. Olsen dat hij eigenlijk Dr. Spauldings kwaadaardige tweelingbroer is, Ronald Spaulding, en legt uit dat hij Zack en Cody al eerder in de film had bespioneerd.
De machine van het Gemini Project begint met de samensmelting van Zack en Cody, maar doordat ze ruzie krijgen over in wiens lichaam ze samen verdergaan mislukt de samensmelting. Hierdoor wordt de machine van het Gemini Project verwoest. Ronald verklaart dat hij iedereen zal samensmelten en begint de machine opnieuw op te starten, maar wordt gestopt door Cody die snel een plan verzint. Hij en Zack geven de Spaulding tweeling de speciale vrucht, waardoor ze, via een telepathische ontdekking, eindelijk begrijpen dat ze allebei eigenlijk zouden willen zijn als de ander. Dan komt Mr. Moseby met de politie die Ronald arresteert. Zack en Cody begrijpen nu dat ze "best een goed team" samen vormen.
Uiteindelijk verzoenen Cody en Bailey zich met elkaar en bezoeken samen bezienswaardigheden, terwijl Zack rondrijdt in zijn auto, die Cody uiteindelijk aan hem heeft gegeven. Op de kade parkeert Zack de auto in een laad- en losgebied en ziet zijn vrienden en broer op de SS Tipton staan. Helaas ziet hij niet dat de auto geplet wordt door een container met Londons zomerkleren. Terwijl Zack geschokt kijkt eindigt de film terwijl Mr. Moseby zegt: "Zo, dit hebben we nu gehad. Nu moet ik het alleen nog volhouden tot de zomervakantie."

## Rolverdeling
- Cole Sprouse als Cody Martin
- Dylan Sprouse als Zack Martin
- Brenda Song als London Tipton
- Debby Ryan als Bailey Pickett
- Matthew Timmons als Woody Fink
- John Ducey als Dr. Donald Spaulding / Dr. Ronald Spaulding
- Matthew Glave als Dr. Ronald Olsen
- Phill Lewis als Mr. Moseby
- Katelyn Pacitto als Nellie Smith
- Kara Pacitto als Kellie Smith
- Steven French als Ben
- John French als Sven
- Norman Misura als Visboer
- Russ Ross als Zeekapitein

## Wereldwijde premières
| Land / Regio         | Kanaal              | Première         | Titel in land        |
| -------------------- | ------------------- | ---------------- | -------------------- |
| Nederland Vlaanderen | Disney XD           | 25 november 2012 | The Suite Life Movie |
| Nederland Vlaanderen | Disney Channel      | 21 december 2012 | The Suite Life Movie |
| Verenigde Staten     | Disney Channel (VS) | 25 maart 2011    | The Suite Life Movie |
| Verenigd Koninkrijk  | Disney Channel (VK) | 17 februari 2012 | The Suite Life Movie |